# Militärflugplatz Clastres-Saint-Simon

i7
i11
i13
Die Base aérienne de Clastres–Saint-Simon war ein Militärflugplatz, dessen Wurzeln bis in die Anfänge der Militärfliegerei zurückreichten.
Die Liegenschaft liegt in der Region Hauts-de-France im Département Aisne auf dem Gebiet der Gemeinden Clastres, Artemps und auf einem kleinen Zipfel von Seraucourt-le-Grand, etwa zwölf Kilometer südwestlich von Saint-Quentin.
Auf Teilen des Areals befindet sich eine Rennstrecke.

## Geschichte
Die Geschichte des Flugplatzes begann zur Zeit des Ersten Weltkriegs, wobei sich das damalige Grass-Flugfeld im Nordosten des späteren NATO-Flugplatzes befand. Die deutsche Fliegertruppe nutzte das Gelände erstmals im Frühjahr 1917 und erneut im August 1918. In den letzten Wochen des Jahres 1918 lagen hier dann noch französische Flieger.
Kurz vor Ausbruch des Zweiten Weltkriegs kehrte die Armée de l’Air Ende August 1939 nach Clastres zurück und nutzte das Flugfeld bis kurz nach Beginn des Westfeldzuges der deutschen Wehrmacht Mitte Mai 1940. Im weiteren Verlauf des Feldzuges lagen hier auch noch für kurze deutsche Bf 109E-Jagdfugzeuge.
Während der anschließenden deutschen Besetzung Frankreichs wurde der Flugplatz nach einigen Jahren der Ruhe 1943 für die Luftwaffe zu einer Abfangjägerbasis ausgebaut und erhielt dazu unter anderem zwei 1800 m Betonpisten. Der Flugplatz wurde in der Folge wiederholt von alliierten Bombern angegriffen. Die III. Gruppe des Schlachtgeschwaders 4 lag hier mit ihren Fw 190F/G ab Februar 1944 und blieb hier bis zum Beginn der alliierten Invasion in der Normandie stationiert, wobei die 7. Staffel bereits Mitte Mai nach Le Luc verlegt worden war. An ihre Stelle wurde der Flugplatz bis Ende August 1944 Standort des Stabs des Jagdgeschwaders 1 mit einigen Bf 109G und Fw 190A.

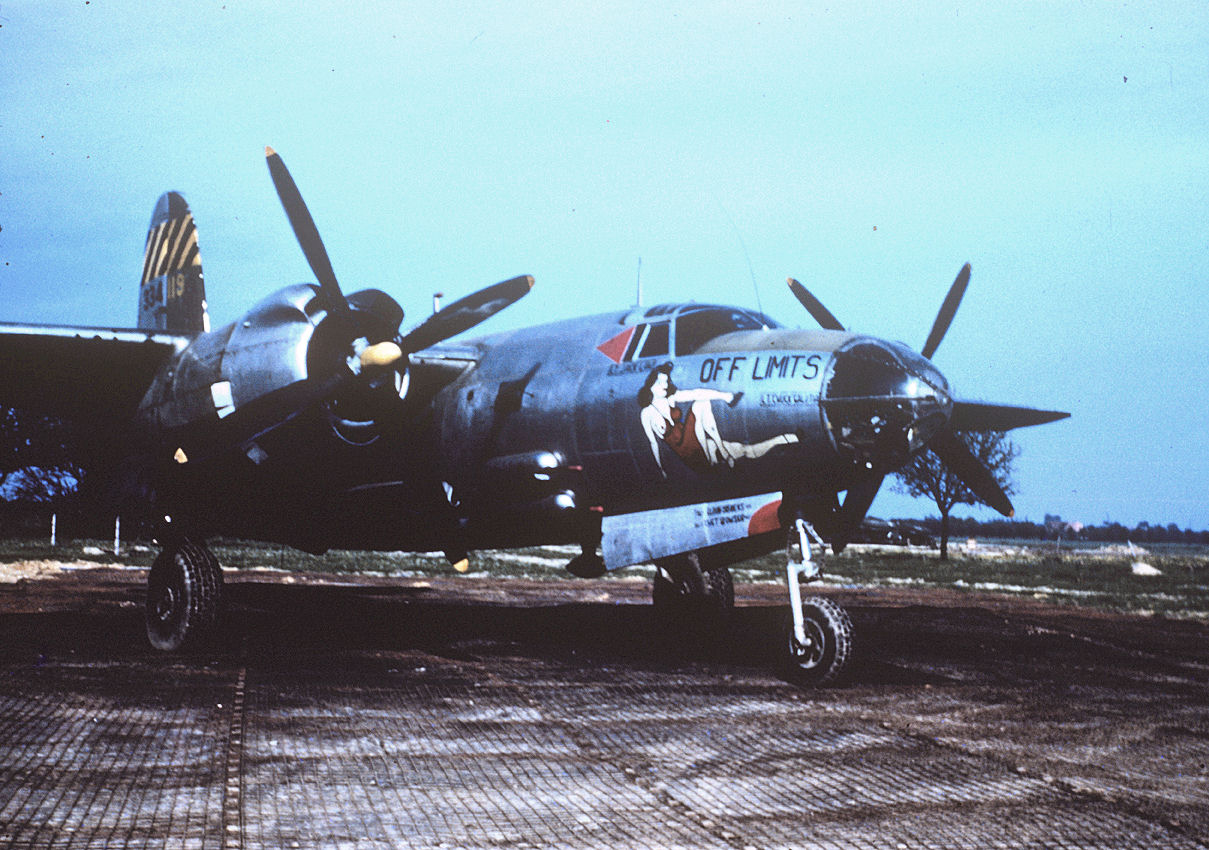
B-26, 387th BG, Clastres, 1945

Nach Befreiung der Gegend durch die Alliierten nutzte die Ninth Air Force der United States Army Air Forces (USAAF) das notdürftig instandgesetzte Airfield A.71, so seine alliierte Codebezeichnung, bis Kriegsende weiter. Der zweite Nutzer war die 387th Bombardment Group, die mit ihren B-26 von Ende Oktober 1944 bis Ende April 1945 stationiert war. Zunächst lag hier von Anfang September bis Ende Oktober 1944 die mit P-38 ausgerüstete 367th Fighter Group. Später wurde der Flugplatz ein Depot und im Sommer als Lagerort ausgemusterter Flugzeuge vor ihrem Rücktransport in die Vereinigten Staaten genutzt und Ende November an Frankreich zurückgegeben.
In den folgenden Jahren blieb das Areal zunächst militärisch ungenutzt. Die Flächen wurden an lokale Landwirte verpachtet, nachdem Munition und sonstiger Kriegsschrotte entsorgt worden waren.
Mit Beginn des Kalten Kriegs wurde der Flugplatz ab 1953 zu einem jettauglichen NATO-Reserveflugplatz für die United States Air Force (USAF) ausgebaut. Neben der noch heute sichtbaren neuen Start- und Landebahn erhielt Castres drei Abstellbereiche für drei Jetstaffeln und Platz für insgesamt zirka 50 Kampfflugzeuge. Der Platz diente lediglich sporadischen „Touch-and-Gos“ und wurde bis zum Austritt Frankreichs aus den militärischen Strukturen der NATO 1967 betriebsbereit gehalten.
Anschließend wurde Clastres erneut von der Armée de l’Air übernommen, die ihn noch bis 1997 unter anderem als Ausweichplatz der Basis 103 in Cambrai nutzte. Auch im Rahmen der militärischen Grundausbildung wurde das Areal genutzt.

## Heutige Nutzung
Neben der erwähnten Rennstrecke werden die nicht versiegelten Flächen heute vorwiegend landwirtschaftlich genutzt, wobei sich auf dem Areal auch einige Windräder befinden.